# 弘前ケーブルテレビ
弘前ケーブルテレビ（ひろさきケーブルテレビ）は、2001年10月17日に開局した青森県弘前市をサービスエリアとするケーブルテレビである。運営はキャンシステムが行っている。開局当初の加入者数は約350世帯。

尚、ケーブルテレビ事業者として総務省東北総合通信局の認可を受けていない。
2009年に、すべてのサービスが廃止。

## 所在地
〒036-8011

弘前市大字山下町2-12 キャンシステム弘前営業所

※2010/02現在、キャンシステム青森営業所に電話番号が変更。

## サービスエリア
- 弘前市山下町、本町、元寺町、南横町などの約2,500世帯（2001年現在）

## 主な放送チャンネル

### テレビ局
| アナログ | 放送局       |
| -------- | ------------ |
| 3        | NHK青森総合  |
| 5        | NHK青森教育  |
| 1        | 青森放送     |
| 7        | 青森テレビ   |
| 10       | 青森朝日放送 |

この他にもBSやGAORA、フジテレビONE、MTVジャパン、スター・チャンネルなどの全23チャンネルが再送信されている。

## 区域外再放送局の受信地点
弘前市は北海道や秋田県の電波が届きにくいことから、現在のところ再送信はしていない。
県外のフジテレビ系列局（北海道文化放送、秋田テレビ）再送信に向けて努力しているとコメントはしている（市内数箇所で受信実験は行なった）が、その後進展はないままサービスが終了した。

## 備考
- 2008年8月31日まで、弘前市高田3丁目で営業していたインターネットカフェ・サイバーカフェフリークス弘前店では一部の席で当ケーブルテレビを視聴できた。
- 日本国内で10万人以上の都市の主部をサービスエリアとするケーブルテレビ局として唯一フジテレビ系列局を再送信を行っていないケーブルテレビ局である。
- TBS系列のない秋田県の大館市の大館ケーブルテレビでは、2008年10月より青森テレビ（地上デジタル放送）の区域外再放送を実施している。